# 開かれた教会
開かれた教会（ひらかれたきょうかい、ドイツ語: Offene Kirche, OK）は、ヴュルテンベルク福音主義州教会内の教会政治を担う集団である。

## 概要
開かれた教会はリベラル神学を明確に支持し、とりわけ伝道的、福音主義的に導かれている生ける信徒共同体と対立した集団と見なされる。開かれた教会は底辺民主主義的に組織されている。教会の社会的使命と平和、正義、創造の保持に関する奉仕的活動をエキュメニカルな連帯と関係させながら強調している。とりわけ、教会における同性愛者の平等な権利付与に尽力している。

## 歴史
この団体は1972年に設立され、次第に1000人以上の会員を有するようになった。創立発起人はマンフレート・フィッシャーであり、シュトゥットガルトのホーヘンハイム、スティックフェルト地区の教会共同体代表および学生担当牧師であった。開かれた教会はヴュルテンベルク福音主義州教会総会において4つある会派の一つとして存在している。州教会総会での選挙に際して候補者をだすので、教会の党派とも呼ばれている。州教会総会において選出された代議員は「開かれた教会」という会派を形成する。「開かれた教会」は設立時から州教会総会において2番目の代議員を有する会派であり続けている。

## 組織
開かれた教会は登録法人ではない。この集団の組織は幹部会を持ち、さらに指導集団、会員集会と監査役が置かれる。
会員集会から2年の任期で議長と副議長によって構成される指導部が選ばれる。これらの職は男女の比率が等しくなるように調整される。2011年以降はウルニケ・ステッペアーが議長、ライナー・ヴァイツェルが副議長を務め、ギュンター・カーデンが州教会総会会派幹事長と会計担当に就いている。
宗教、教会と社会における市民的力を示した対象者、団体に向けてAMOS賞をこの団体は2年ごとに授与している。AMOS賞はAMOS賞財団によって財政的に支えられている。

## 関連人物
エルンスト・ケーゼマン - テュービンゲン大学福音主義神学部新約聖書学教授として、「開かれた教会」と共に敬虔主義集団「生ける信徒共同体」と激しく対立した。彼の歴史的批判的方法による新約聖書学は敬虔主義者の聖書主義とは相容れなかった。